# RockMelt
RockMelt — социальный веб-браузер, разрабатываемый одноимённой американской компанией. Проект финансируется разработчиком браузера Netscape Navigator Марком Андриссеном. Проект разрабатывается на основе исходных кодов Chromium. В апреле 2013 года разработчики приняли решение свернуть разработку браузера по причине отставания от темпов развития Chromium.

## Разработка
Разработка проекта была начата в 2009 году, после того, как Марк Андриссен основал венчурный фонд для инвестиций в технологические проекты. Разработкой приложения занялись бывшие коллеги Марка: Эрик Вишрия и Тим Хоус.
Проект разрабатывается на основе исходных кодов браузера Chromium, использующего для отображения страниц свободный движок WebKit, а для обработки JavaScript — «V8».
С конца 2012 года одновременно с выходом версии 2.0 и сменой логотипа, компания позиционирует свою разработку браузера исключительно в рамках платформ iPod, iPad. Однако, в службе поддержки предоставляется информация о том, что разработки под платформы Android, Windows и OS X активно ведутся.

## Возможности
Браузер оснащен встроенными инструментами, позволяющими работать с социальными сетями. С левой стороны окна приложения расположена вертикальная панель с фотографиями избранных друзей из профиля на сайте Facebook. На панели, расположенной в правой части окна, находятся уведомления об изменении состояния учётной записи на таких сервисах, как Facebook, Twitter, BoingBoing и других (есть возможность управления панелью). С помощью встроенных средств можно обмениваться сообщениями в социальных сетях, работать с микроблогами в отдельных окнах. Возле адресной строки браузера расположена кнопка «Share», позволяющая делиться ссылками на материалы с друзьями или размещать их в блоге.
При вводе запросов в строку поиска, результаты поиска в Google отображаются в выпадающем списке ниже, это позволяет избавиться от посещения поисковой страницы Google.

### Синхронизация
Пользовательские настройки хранятся на серверах Facebook и синхронизируются с браузером посредством «облачной» синхронизации.